# Hội hè miên man
Hội hè miên man (tựa gốc tiếng Anh: A Moveable Feast) là cuốn hồi ký ra mắt năm 1964 của tác giả người Mỹ Ernest Hemingway, kể về quãng thời gian ông còn là một nhà báo ngoại quốc ở Paris hồi đầu những năm 1920. Cuốn sách khắc họa chi tiết về cuộc hôn nhân đầu tiên của Hemingway với Hadley Richardson, cũng như mối quan hệ của ông với các nhân vật khác thuộc Thế hệ đã mất trong giai đoạn giữa hai cuộc đại chiến ở Pháp.
Cuốn hồi ký bao gồm nhiều đoạn tường thuật khác nhau của Hemingway và liên quan đến nhiều nhân vật nổi bật thời bấy giờ, chẳng hạn như Sylvia Beach, Hilaire Belloc, Bror von Blixen-Finecke, Aleister Crowley, John Dos Passos, vợ chồng F. Scott và Zelda Fitzgerald, Ford Madox Ford, James Joyce, Wyndham Lewis, Pascin, Ezra Pound, Evan Shipman, Gertrude Stein, Alice B. Toklas cùng Hermann von Wedderkop. Tác phẩm cũng đề cập đến các địa điểm cụ thể như quán bar, quán cà phê hay khách sạn, nhiều nơi trong số đó vẫn có thể được tìm thấy ở Paris ngày nay.
Việc Ernest Hemingway tự sát vào tháng 7 năm 1961 đã làm gián đoạn quá trình xuất bản cuốn sách, bắt nguồn từ những vấn đề liên quan đến bản quyền và một vài chỉnh sửa phát sinh trong bản thảo cuối cùng. Cuốn hồi ký được xuất bản bởi người vợ thứ tư của ông là Mary Hemingway vào năm 1964, ba năm sau cái chết của Hemingway, dựa trên các bản thảo và ghi chép ban đầu của cố nhà văn. Hơn nửa thế kỷ sau, một ấn bản đã qua chỉnh sửa khác của cháu trai Seán Hemingway cũng được xuất bản vào năm 2009.

## Tiền đề
Tháng 11 năm 1956, Hemingway tình cờ tìm lại được hai cái hòm nhỏ mà ông cất trong tầng hầm của Khách sạn Ritz Paris vào tháng 3 năm 1928. Đống hòm đó có chứa những quyển sổ tay mà ông từng ghi chép trong thập niên 1920. Người bạn kiêm người viết tiểu sử của Hemingway là A. E. Hotchner đã kể lại dịp Hemingway tìm lại được những món đồ ấy:
Hotchner, A. E. (ngày 19 tháng 7 năm 2009). "Don't Touch 'A Moveable Feast'". The New York Times. Truy cập ngày 8 tháng 12 năm 2015.
Kể từ lúc tìm lại được những chiếc hòm của mình, Hemingway đã chép lại những cuốn sổ, rồi sau đó bắt đầu biên soạn chúng thành cuốn hồi ký mà sau này sẽ trở thành Hội hè miên man. Sau khi Hemingway qua đời vào năm 1961, vợ góa Mary Hemingway của ông, với tư cách là người phụ trách các tác phẩm chưa in, đã thực hiện những chỉnh sửa cuối cùng trước khi xuất bản vào năm 1964. Trong phần "Ghi chú" mở đầu sách, bà viết rằng:
Ghi chú của Mary Hemingway trong: Hemingway, Ernest - A Moveable Feast, Charles Scribner's Sons, New York, 1964, p. xi.